# Клерво ле Лак
Клерво ле Лак (фр. Clairvaux-les-Lacs) насеље је и општина у источној Француској у региону Франш-Конте, у департману Јура која припада префектури Лон ле Соније.
По подацима из 2011. године у општини је живело 1417 становника, а густина насељености је износила 115,3 становника/km². Општина се простире на површини од 12,29 km². Налази се на средњој надморској висини од 541 метар (максималној 826 m, а минималној 450 m).

## Демографија
| 1962. | 1968. | 1975. | 1982. | 1990. | 1999. | 2011. |
| ----- | ----- | ----- | ----- | ----- | ----- | ----- |
| 1.324 | 1.380 | 1.379 | 1.432 | 1.361 | 1.472 | 1.417 |

График промене броја становника у току последњих година